# Out of My Mind (film)
Out of My Mind is een Amerikaanse coming-of-agefilm uit 2024, geregisseerd door Amber Sealey. De film is gebaseerd op de gelijknamige roman van Sharon M. Draper uit 2010. De hoofdrollen worden vertolkt door Phoebe-Rae Taylor, Rosemarie DeWitt, Luke Kirby en Judith Light.

## Verhaal
De film volgt in 2002 de twaalfjarige Melody Brooks met een hersenverlamming (cerebrale parese) waardoor ze moeilijk controle over haar spieren heeft, in een rolstoel zit en niet kan praten. Maar ze is slim en heeft behoeften zoals elke tiener en wil graag contact hebben met haar leeftijdsgenoten. Ze heeft als innerlijke stem gekozen voor de stem van Jennifer Aniston omdat ze grote fan is van Friends. Dr. Katherine Ray weet haar ouders te overtuigen om haar naar het gewone onderwijs te laten gaan. Daar is ze voor de eerste maal onder leeftijdsgenoten en weet ze vriendschap te sluiten met Rose, een van haar klasgenoten, hoewel ze nog steeds als een buitenbeentje aanschouwd wordt. Wanneer ze op een dag een filmpje ziet over Stephen Hawkins en de mogelijkheden om via een "Medi-talker" met een elektronische stem te praten, bezorgen haar ouders er een voor haar. Dit opent nieuwe mogelijkheden zodat ze in haar klas de test mee kan doen voor toelating tot de komende "Whiz Kids"-studentencompetitie.

## Rolverdeling
| Acteur            | Personage                |
| ----------------- | ------------------------ |
| Phoebe-Rae Taylor | Melody Brooks            |
| Jennifer Aniston  | Melody's innerlijke stem |
| Rosemarie DeWitt  | Diane Brooks             |
| Luke Kirby        | Chuck Brooks             |
| Judith Light      | Mrs. V                   |
| Courtney Taylor   | Dr. Katherine Ray        |
| Michael Chernus   | Mr. Dimming              |
| Maria Nash        | Rose Spencer             |

## Productie
In april 2015 werd al een eerste melding gedaan over een verfilming van Sharon Drapers roman Out of My Mind. In mei 2022 werd gemeld dat de film in ontwikkeling was voor Disney+ door Disney Branded Television met Daniel Stiepleman als scenarioschrijver, Amber Sealey als regisseur en Phoebe-Rae Taylor als hoofdrolspeler. Debutant Phoebe-Rae Taylor die zelf cerebrale parese heeft en in een rolstoel zit, kan in tegenstelling tot haar personage wel spreken. In juli 2022 werden Rosemarie DeWitt, Luke Kirby en Judith Light gecast voor de hoofdrollen naast Taylor. De productie begon later die maand in Toronto. Het is een van de laatste films die door Participant werd geproduceerd voordat het bedrijf op 16 april 2024 werd gesloten.

## Release en ontvangst
Out of My Mind ging op 19 januari 2024 in première op het Sundance Film Festival in de Family Matinee-sectie waar hij staande ovaties ontving. De film werd op 19 november 2024 vertoond in New York in het Marlene Meyerson JCC Manhattan, en op 22 november 2024 uitgebracht op Disney+. De film kreeg overwegend positieve kritieken van de filmcritici, met een score van 100% op Rotten Tomatoes, gebaseerd op 10 beoordelingen.